# Grimmia longicaulis
Grimmia longicaulis là một loài Rêu trong họ Grimmiaceae. Loài này được Dixon mô tả khoa học đầu tiên năm 1938.